# Open Hand Chicago
Open Hand Chicago — организация, основанная в 1988 году. Основателями организации стали активисты движения за борьбу со СПИДом из Чикаго, в том числе Лори Кэннон, Джеймс Кэпплмен, Грег Харрис и Том Танни. Используя проект Open Hand в Сан-Франциско в качестве модели, Open Hand Chicago доставила 41 476 обедов за первый год. 
Open Hand Chicago начиналась как служба доставки еды для людей с ВИЧ/СПИДом. Она расширилась до продовольственного склада. В 2011 году она стала частью Heartland Alliance, а затем стала называться Vital Bridges Food Program в рамках объединения Chicago Community Response, Open Hand Chicago и The HIV Coalition. 
В 1994 году Open Hand Chicago была включена в Чикагский Зал славы ЛГБТ.